# Malik Migara
Malik Migara Ponnamperumage Don (* 25. Oktober 1989) ist ein sri-lankischer Fußballspieler.

## Verein
Der Stürmer spielte im Verein für Ratnam SC Colombo und derzeit beim Sri Lanka Navy Sports Club.

## Nationalmannschaft
Zudem ist er Mitglied der sri-lankischen Fußballnationalmannschaft und nahm mit dieser am AFC Challenge Cup 2010 teil. In den Vorrundenspielen gegen Tadschikistan und Bangladesch kam er jeweils als Einwechselspieler zum Einsatz. Bislang sind zwei Länderspiele für ihn verzeichnet.